# Epidendrum dichaeoides
Epidendrum dichaeoides är en orkidéart som beskrevs av Germán Carnevali och Gustavo Adolfo Romero. Epidendrum dichaeoides ingår i släktet Epidendrum och familjen orkidéer. Inga underarter finns listade i Catalogue of Life.